# Gare de Tourcoing (stacja metra)
Gare de Tourcoing – stacja metra w Lille, położona na linii 2. Znajduje się w miejscowości Tourcoing. Stacja obsługuje dworzec Tourcoing.
Została oficjalnie otwarta 18 sierpnia 1999, pod nazwą Tourcoing – Sébastopol.